# خروس (فیلم ۱۳۵۲)
خروس فیلمی به کارگردانی و نویسندگی شاپور قریب محصول سال ۱۳۵۲ است.

## خلاصه داستان
زنی (ایرن) پس از مرگ شوهرش با پسرش علی (سعید راد)، که خروس باز است، زندگی می‌کند. مشتی (داوود رشیدی) از سال‌ها پیش شیفتهٔ زن بوده، و خود را برای ازدواج با او آماده می‌کند. علی مخالف وصلت مادرش با مشتی است، و از طرف دیگر مادر به الهیار (منوچهر احمدی)، که قصاب محل است، علاقه دارد. خود علی دلباختهٔ دختر مشتی (سپیده) است، و مشتی ازدواج علی و دخترش را به ازدواج خودش با مادر علی مشروط می‌کند. در لحظه ای که مشتی خود را برای خواستگاری آماده می‌کند علی متوجهٔ حضور الهیار در اتاق مادرش می‌شود و با ضربهٔ چاقو آن دو را سخت مجروح می‌کند، و توسط ژاندارم‌ها دستگیر می‌شود. مشتی که محبوبش را از دست رفته می‌بیند به نسیان دچار می‌شود.

## بازیگران
- سعید راد
- داوود رشیدی
- ایرن زازیانس
- سپیده
- منوچهر احمدی